# Pyramiden i El-Lahun
Pyramiden i El-Lahun är en pyramid i Egypten. Den ligger i guvernementet Faijum, i den centrala delen av landet, 100 km söder om huvudstaden Kairo. Pyramiden i El-Lahun ligger 41 meter över havet. Byn El-Lahun anlades för att husera arbetarna som byggde pyramiden.
Terrängen runt Pyramiden i El-Lahun är platt. Runt Pyramiden i El-Lahun är det mycket tätbefolkat, med 1 956 invånare per kvadratkilometer. Närmaste större samhälle är Faijum, 14,9 km nordväst om Pyramiden i El-Lahun. Trakten runt Pyramiden i El-Lahun består till största delen av jordbruksmark.